# 도쿄도 제2구
도쿄도 제2구(일본어: 東京都第2区, とうきょうとだい2く)는 일본의 중의원 선거구이다. 1994년 공직선거법 개정으로 신설되었다.

## 지역
- 주오구
- 미나토구 일부 (나머지 지역은 제1구)
  - 시바지구 종합지소 관내의 시바1~4초메, 가이간1초메, 히가시신바시 1,2초메, 신바시 1-6초메, 니시신바시1-3초메, 하마마쓰초1,2초메, 시바다이몬1,2초메, 시바코엔1-4초메, 도라노몬1-5초메, 아타고1,2초메
  - 시바우라코난지구 종합지소 관내의 시바우라1-3초메, 가이간2초메, 가이간3초메 (1-3, 14-19, 22-30번지)
- 분쿄구
- 다이토구의 일부 (나머지 지역은 제14구)
  - 다이토1-4초메, 야나기바시1,2초메, 아사쿠사바시1-5초메, 도리고에1,2초메, 쿠라마1-4초메, 고지마1,2초메, 미스지1,2초메, 아키하바라, 우에노1-7초메, 히가시우에노1-5초메, 모토아사쿠사1-4초메, 고토부키1-4초메, 고마가타
1,2초메, 기타우에노1,2초메, 시타야1초메, 시타야2초메 (1-12번, 13번6-13호, 16-23번), 시타야3초메, 네기시1-5초메, 이리야1초메 (4-8, 15-20, 29-31번), 이리야2초메 34-39번지, 류센1-3초메, 니시아사쿠사1초메, 가미나리몬1,2초메, 아사쿠사1초메, 아사쿠사2초메 (1-12, 28-35번지), 하나카와도1,2초메, 센조쿠2초메 33-36번지, 니혼즈쓰미2초메 36-39번지, 미노와1,2초메, 이케노하타1-4초메, 우에노코엔, 우에노사쿠라기1,2초메, 야나카1-7초메

처음에는 주오 구, 분쿄 구, 다이토 구가 선거구로 묶였지만 2017년 선거구 개편으로 미나토 구의 일부가 제1구에서 편입되고, 다이토 구의 일부가 제14구로 넘어가면서 지금의 경계가 되었다.

## 역사
일본 중의원이 중선거구제를 실시하던 시절에는 도쿄도 제8구에 해당되던 지역이었다. 1996년 이후 세 차례의 선거에서 (옛 민주당 포함) 민주당이 승리하였으나, 2005년 총선에서는 자민당의 고이즈미 열풍에 힘입어 처음으로 의석을 획득하였다.
1996년에는 옛 민주당의 하토야마 구니오가 출마해 당선되었고, 자민당의 후카야 다카시는 비례부활제로 당선되었다. 하토야마 의원이 1999년 도쿄 도지사 선거에 출마하면서 치러진 재보궐선거와 2000년, 2003년 총선에서는 민주당의 나카야마 요시카쓰가 연이어 당선되었다. 1996년 이후 세차례의 선거에서 번번이 큰 득표차에 만족해야 했던 후카야 다카시는 2005년 총선에서는 지역구 의원으로 당선되었지만 2009년 총선에서 다시 나카야마 의원이 당선되었다. 하지만 2012년 총선에서 후카야의 후계자로 지명받은 자민당의 신인후보 쓰지 기요토가 당선되고, 민나노당의 오오쿠마 도시아키 후보도 비례부활로 당선된 데 비해 나카야마는 낙선하였다. 2014년 총선에서는 나카야마 후보, 오오쿠마 후보 모두 선거에 도전하였지만 둘 다 비례부활도 하지 못한 채 낙선하였다. 2017년 총선에서는 당초 출마예정이던 공산당 후보가 야권 단일화를 이유로 후보를 철회하면서 이목이 집중된다.
도쿄도 제1구에 이어 도쿄의 도심을 이루는 선거구로서 그 관심도가 높기 때문에, 2000년 총선에서는 자유연합이 입후보하는 등 소수정당이나 중견 정당, 극소수정당, 무소속 후보가 많아지고 있다. 에도 시대부터 번화가로서 유래깊은 역사를 지닌 지역이기에 보수적인 유권자가 많고, 수년간 도시지역 자민당의 아성으로 군림해왔다. 한때 하토야마 이치로 전 총리가 이 지역에 지반을 두고 있기도 했다. 하지만 근래 들어서는 이 일대 지역의 인구가 증가하고 도심회귀에 따른 새 주민 유입에 따라, 무당파층도 증가하는 모습을 보이고 있다.

## 역대 국회의원
| 선거          | 선거          | 의원              | 정당       |
| ------------- | ------------- | ----------------- | ---------- |
|               | 1996년 제41회 | 하토야마 구니오   | 민주당     |
|               | 1999년 재보궐 | 나카야마 요시카쓰 | 민주당     |
| 2000년 제42회 |               | 나카야마 요시카쓰 | 민주당     |
| 2003년 제43회 |               | 나카야마 요시카쓰 | 민주당     |
|               | 2005년 제41회 | 후카야 다카시     | 자유민주당 |
|               | 2009년 제45회 | 나카야마 요시카쓰 | 민주당     |
|               | 2012년 제46회 | 쓰지 기요토       | 자유민주당 |
| 2014년 제47회 |               | 쓰지 기요토       | 자유민주당 |
| 2017년 제48회 |               | 쓰지 기요토       | 자유민주당 |
| 2021년 제49회 |               | 쓰지 기요토       | 자유민주당 |

## 같이 보기
- 도쿄도 선거구